# حرب النجوم (فلم)
حرب النجوم (بالإنجليزية: Star Wars) (لاحقاً أعيد تسميته إلى حرب النجوم الجزء الرابع: امل جديد (بالإنجليزية: Star Wars Episode IV: A New Hope)) هو فيلم أوبرا فضاء ملحمي صدر عام 1977 من تأليف وإخراج جورج لوكاس. الفيلم من بطولة مارك هاميل و‌كاري فيشرو‌بيتر كوشينغ و‌هاريسون فورد و‌أليك غينيس.
في القصة، مجموعة من المقاتلين من أجل الحرية معروفين باسم «تحالف الثوار» تقودهم الأميرة ليا يخططون لتدمير محطة نجم الموت الفضائية، التي تم إنشاؤها من قبل الإمبراطورية المجرية وتمتل القدرة على تدمير كوكب بأكمله. يدخل في وسط هذا الصراع صبي مزارع لوك سكاي ووكر عندما يحصل من غير قصد على درويد يحتوي الخطط المسروقة لنجم الموت. بعد أن تبدأ الإمبراطورية بحث مدمر عن الدرويد المفقود، يوافق لوك سكاي ووكر على مرافقة جيداي ماستر أوبي وان كينوبي في مهمة لإرجاع خطط نجم الموت إلى تحالف الثوار وإنقاذ المجرة من طغيان الإمبراطورية المجرية.
لوكاس بدأ كتابة نص حرب النجوم بعد الانتهاء من فيلم «زخرفة أمريكية».

## وصلات خارجية
- مقالات تستعمل روابط فنية بلا صلة مع ويكي بيانات
- (بالإنجليزية) الموقع الرسمي
- (بالإنجليزية) حرب النجوم الجزء الرابع: أمل جديد  في قاعدة بيانات الأفلام على الإنترنت (بالإنجليزية)
- (بالإنجليزية) حرب النجوم الجزء الرابع: أمل جديد في روتن توميتوز.